# Танидзаки, Дзюнъитиро
Дзюнъитиро Танидзаки (яп. 谷崎 潤一郎 Танидзаки Дзюнъитиро:, 24 июля 1886 года — 30 июля 1965 года) — японский писатель, драматург.

## Биография
Дзюнъитиро Танидзаки родился в семье зажиточного коммерсанта, владельца типографии в Токио. В своей книге «Детские годы» (яп. 幼少時代, 1956), Танидзаки признался, что в детстве его баловали. Однако финансовое состояние семьи было со временем сильно подорвано, и ему пришлось переехать в другой район Токио и устроиться учителем. Танидзаки учился на факультете литературы Токийского университета, однако был вынужден оставить обучение в 1911 году, когда финансовые сложности не позволили ему продолжать оплачивать обучение.

## Творчество
Первые литературные шаги писатель предпринял в 1909 году. Его первой работой стала одноактная пьеса, опубликованная в литературном журнале. Танидзаки на раннем этапе творчества был ярым противником натурализма в литературе. Был приверженцем модернизма, авангардизма, романтизма и философии; сделал попытку соединить в своём творчестве традиционные японские литературные вкусы с принципами эстетики западноевропейской декадентской литературы.
Его произведения отличаются от иных, созданных японскими литераторами того времени, уникальностью женских образов, в частности образами роковых женщин в повестях «Дети» (1910), «Секрет» (1911) и «Дьявол» (1912) и современных девушек в романе «Любовь глупца» (1924).
Для позднего периода творчества (с 1923 года) характерен отход от западного влияния и погружение в мир японской старины и эстетики. После смерти писателя в 1965 году издательством «Тюокорон» была учреждена премия Дзюнъитиро Танидзаки. Режиссёр Ясудзо Масумура создал целый ряд кинолент по произведениям Танидзаки («Любовь глупца», «Татуировка» и др.).

## Произведения
- «Татуировка» и «Цзилинь» (начало 10-х гг. XX в.)
- «Маленькое государство» (1918)
- «Любовь глупца» (1925)
- «Свастика» (1928—1930)
- «Похвала тени» (1934)
- «Лианы Ёсино» (1931)
- «Рассказ слепого» (1931)
- «Асикари» (1932),
- «История Сюнкин» (1933)
- «Повесть о Гэндзи» (30-е гг. XX в.)
- «Мелкий снег» (1943—1948)
- «Мать Сигэмото» (50-е гг. XX в.)
- «Ключ» (1956)

## Награды
- Mainichi Culture Prize[нем.] (1947)
- Премия Асахи (1948)
- Орден Культуры (1949)
- Заслуженный деятель культуры[англ.] (1951)
- Mainichi Art Prize[нем.] (1962)

## Экранизации
- См. Категория:Экранизации произведений Дзюнъитиро Танидзаки